# 2000 JZ1
2000 JZ1 är en asteroid i huvudbältet som upptäcktes den 2 maj 2000 av LINEAR i Socorro County, New Mexico.
Asteroiden har en diameter på ungefär 4 kilometer och den tillhör asteroidgruppen Phocaea.